# Wilhelmus à Brakel

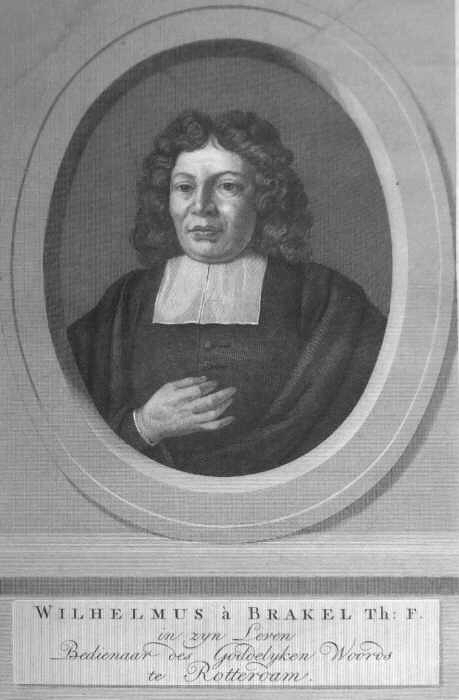
Wilhelmus à Brakel

Wilhelmus à Brakel (* 2. Januar 1635 in Leeuwarden; † 30. Oktober 1711 in Rotterdam) war ein reformierter Geistlicher in der Tradition der Näheren Reformation. Sein Vater Theodorus Gerardus à Brakel war ebenfalls Prediger.
Er wurde bekannt durch sein Buch De Redelijke Godsdienst (deutsch: Der vernünftige Gottesdienst), das ohne große Verständnishürden für normale Kirchenbesucher geschrieben war. Der Redelijke Godsdienst zeichnet sich durch die vielen Anwendungen für das persönliche Leben aus. Neben dogmatischen Themen behandelt Brakel Themen wie Dankbarkeit, das Singen von Psalmen und die christliche Demut.
Durch die gute Verständlichkeit hatte das Buch einen großen Einfluss auf den rechten Flügel des Protestantismus. Das Buch wird auch heute noch von den Mitgliedern verschiedener calvinistischer Gemeinden in den Niederlanden gelesen. Um das Jahr 2000 erschien nochmals ein Nachdruck.
à Brakel verstarb 1711 in Rotterdam und wurde am 5. November desselben Jahres dort beigesetzt. Er hatte eine Tochter.